# فرانس سيلفا
فرانس سيلفا (بالإنجليزية: France Silva)‏ هو بحار أمريكي، ولد في 8 مايو 1876 في هايوارد في الولايات المتحدة، وتوفي في 10 أبريل 1951.